# Еміль Константінеску
Еміль Константінеску (рум. Emil Constantinescu; нар. 19 листопада 1939, Тягиня) — румунський політик, президент Румунії в 1996–2000 рр.

## Біографія
Спочатку він закінчив юридичний факультет, а потім факультет геології і геофізики Бухарестського університету, після чого почав кар'єру геолога. З 1966 викладав на геологічному факультеті Бухарестського університету, де незабаром також зайняв посаду секретаря з пропаганди університетського комітету РКП.
Після Румунської революції 1989 року став одним із засновників Громадянського союзу — однієї з найбільш авторитетних правозахисних організацій Румунії, що протистояла колишнім активістам РКП і агентам Секурітате в їх спробах повернутися у владу.
У 1992 році обраний президентом Бухарестського університету, був кандидатом у Президенти Румунії, проте програв їх у другому турі. Обраний президентом в 1996 році.
Одружений з 1964 року. Дружина Надя — юрист, є син Драгош і дочка Норіна, а також двоє онуків.